# French Open 1969 (Badminton)
Die French Open 1969 im Badminton fanden vom 29. bis zum 30. März 1969 im Stade Pierre de Coubertin in Paris statt. Es war die 40. Auflage des Championats.

## Finalresultate
| Disziplin    | Sieger                        | Finalist                         | Ergebnis          |
| ------------ | ----------------------------- | -------------------------------- | ----------------- |
| Herreneinzel | Elo Hansen                    | Lee Kin Tat                      | 15–6, 15-14       |
| Dameneinzel  | Julie Rickard                 | Anne Mette Sørensen              | 11–5, 11–3        |
| Herrendoppel | Oon Chong Hau Koh Kheng Siong | Jörgen Rex Madsen Mogens Millner | 15-13, 15-4       |
| Damendoppel  | Julie Rickard Alison Glenie   | Anne Mette Sørensen Lene Horvid  | 15–6, 15–4        |
| Mixed        | Elo Hansen Lene Horvid        | Torsten Winter Julie Rickard     | 15–9, 14-17, 15–7 |